# Miluwatka
Miluwatka (ukrainisch Мілуватка; russisch Меловатка Melowatka) ist ein Dorf im Nordwesten der ukrainischen Oblast Luhansk mit etwa 2800 Einwohnern (2001).

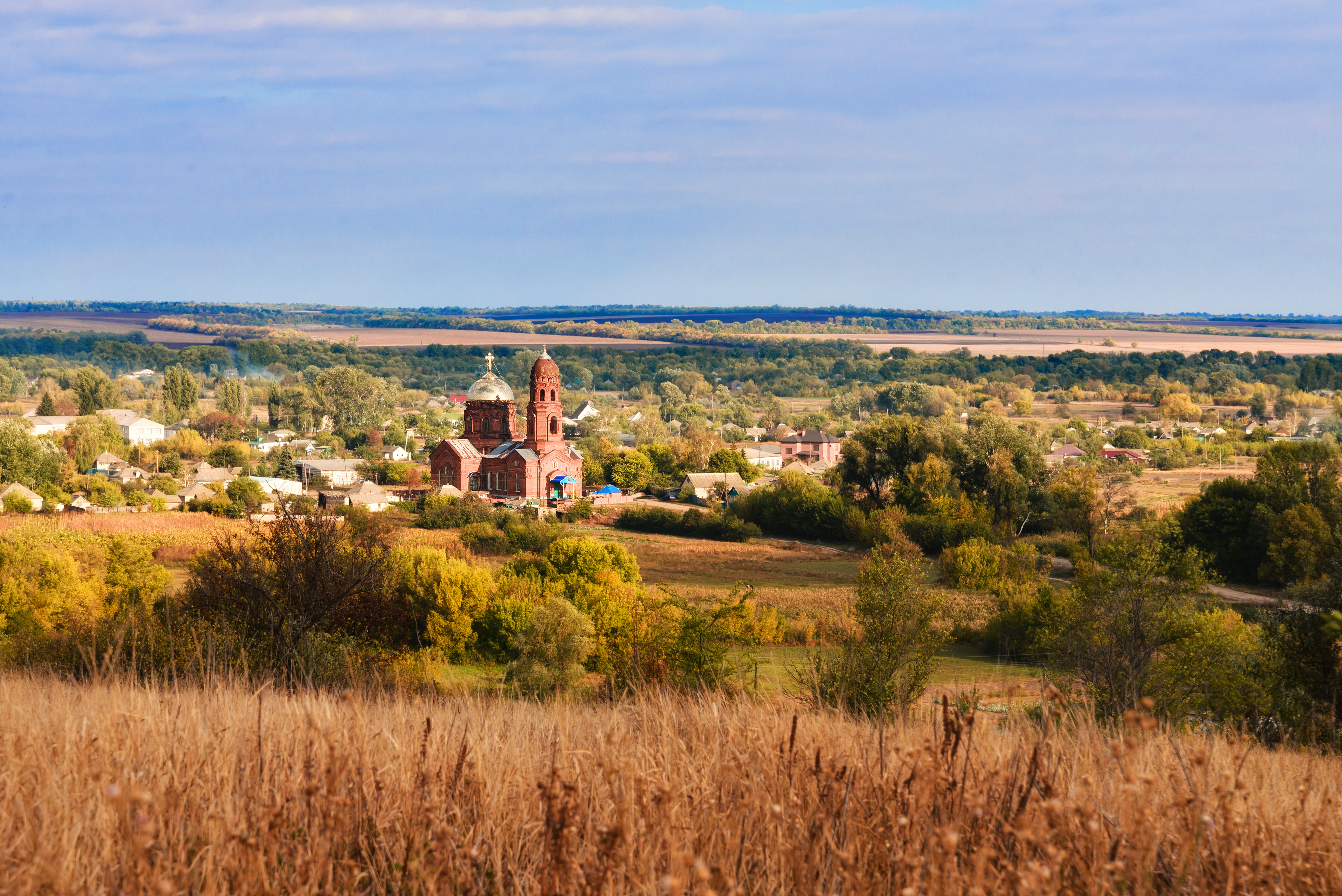
Blick auf den Ort

Das 1705 von Kosaken gegründete Dorf liegt am Ufer der Krasna, einem Nebenfluss des Siwerskyj Donez 15 km südlich vom Rajonzentrum Swatowe und etwa 165 km nordwestlich vom Oblastzentrum Luhansk.
Westlich vom Dorf verläuft die Regionalstraße P–66.
Am 12. Juni 2020 wurde das Dorf ein Teil der neugegründeten Stadtgemeinde Swatowe, bis dahin bildete es die gleichnamige Landratsgemeinde Miluwatka (Мілуватська сільська рада/Miluwatska silska rada) im Süden des Rajons Swatowe.